# Zacarias da Armênia
Zacarias (em armênio: Զաքարիա; romaniz.: Zak’aria) foi um bispo armênio do gavar de Artaz entre 68 e 72, em sucessão de Bartolomeu. Seu nome está preservado num antigo livro do cetro da cátedra de Artaz, onde se lê: "O apóstolo Tadeu veio à cidade de Xavarxã (atual Macu) na Armênia durante a época do rei Sanatruces Arxacuni e iluminou os crentes de lá com a luz do evangelho, ordenando seu discípulo Zacarias como bispo da cidade. Diz-se que este Zacarias foi martirizado pelo rei armênio Orontes [Eruande], 42 anos depois de aceitar o salvador."